# アレグザンダー・フレイザー (第19代ソルトーン卿)
第19代ソルトーン卿アレグザンダー・ウィリアム・フレイザー（英語: Alexander William Frederick Fraser, 19th Lord Saltoun、1851年8月8日 - 1933年6月19日）は、イギリス・スコットランドの貴族、政治家、陸軍軍人。

## 経歴
1851年8月8日、第18代ソルトーン卿アレグザンダー・フレイザーとその妻シャーロット(旧姓エヴァンズ)の長男として生まれる。
イートン校で学ぶ。1869年に陸軍に入隊。1880年にはグレナディアガーズの中佐となるが、1886年に退役した。
1886年2月1日に父が死去し、爵位を継承した。1890年から1933年にかけてスコットランド貴族の貴族代表議員に選出され、貴族院議員を務めた。所属政党は保守党だった。
1897年から1900年にかけてフリーメイソンのスコットランド・グランドロッジ・グランドマスターを務めた。
1933年6月19日に死去。爵位は長男のアレグザンダーが継承した。

## 栄典

### 爵位
- 1886年2月1日、第19代ソルトーン卿(1445年創設スコットランド貴族爵位)[2]

### 勲章
- 1917年、聖マイケル・聖ジョージ勲章コンパニオン(CMG)[1]

## 家族
1885年にメアリー・グラタン＝ベリューと結婚し、彼女との間に以下の5子を儲ける。
- 第1子(長男)アレグザンダー・アーサー・フレイザー (1886-1979) - 第20代ソルトーン卿を継承。
- 第2子(次男)ジョージ・フレイザー (1887-1970)
- 第3子(三男)シモン・フレイザー (1888-1914)  - 第一次世界大戦で戦死
- 第4子(四男)ウィリアム・フレイザー（英語版） (1890-1964) - 陸軍准将
- 第5子(長女)メアリー・アレグザンドラ・フレイザー (1891-1969)